# 科沙里 (敖德薩區)
46°39′58″N 31°9′18″E / 46.66611°N 31.15500°E

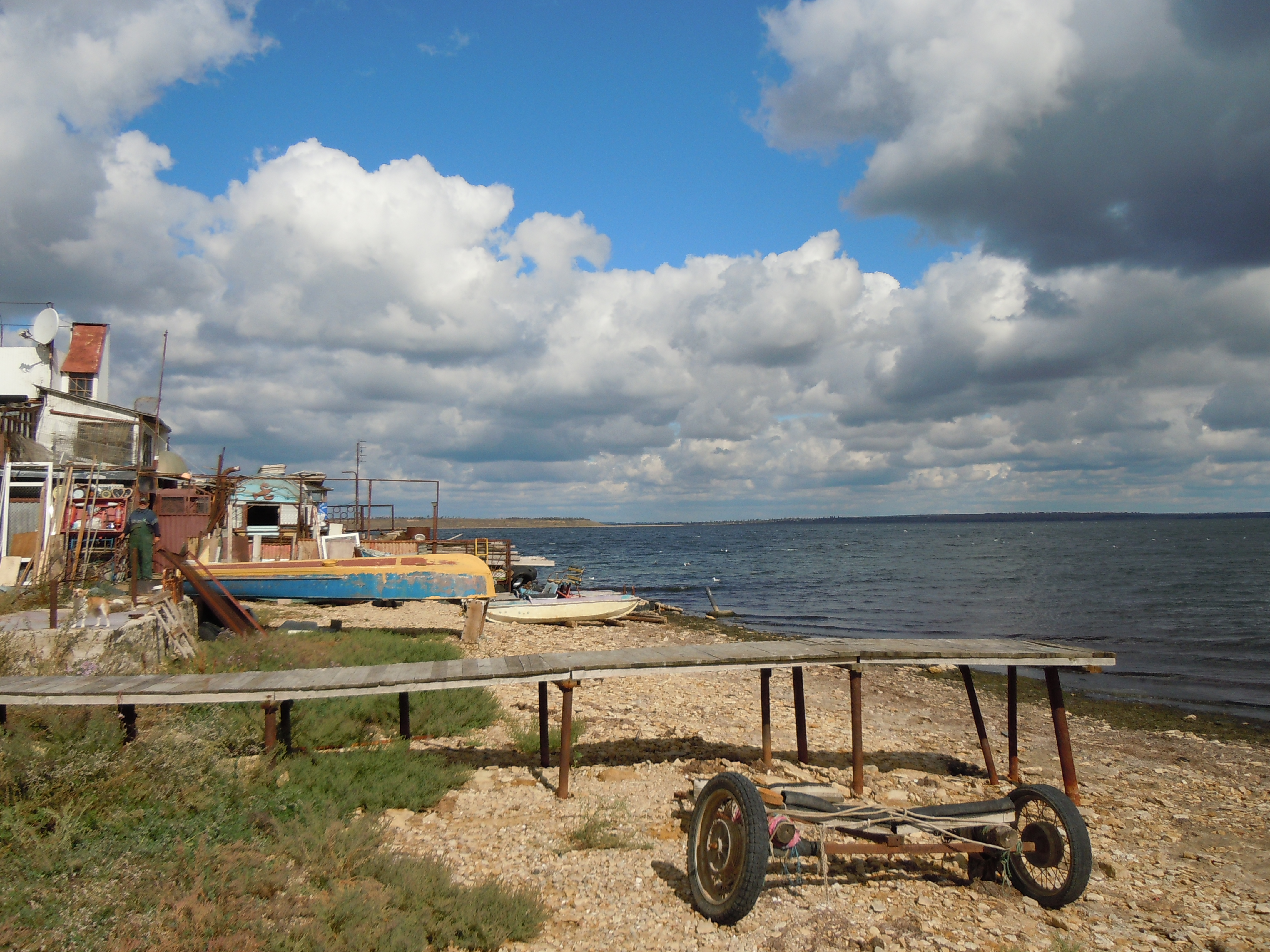

科沙里（羅馬化：Koshary）是位於烏克蘭西南部的村莊，由敖德萨州敖德萨区的尤日內市鎮負責管轄。該村始建於1922年，面積0.49平方公里，海拔高度21米，2001年人口161，人口密度每平方公里328.57人。